# Ein Fall für zwei: Zwielicht
Zwielicht ist der Titel der 14. Episode der Krimiserie Ein Fall für zwei mit Günter Strack und Claus Theo Gärtner in den Hauptrollen.
Die Episode ist ein Beispiel für die klassische Konstellation innerhalb der meisten Folgen der Serie. Josef Matula wird von Dr. Renz damit beauftragt, Informationen zu sammeln, die der Entlastung seines in Untersuchungshaft befindlichen Klienten dienen. Dies gelingt letztlich, sodass der Klient zumindest teilweise entlastet und der wahre Straftäter verhaftet wird.

## Handlung
Die für die Kanzlei von Dr. Renz zuständige Reinigungskraft äußert gegenüber diesem, dass sie sich Sorgen um ihren arbeitslosen Enkel Jörg Schreber mache, der sich in letzter Zeit sehr verändert habe. Es stellt sich heraus, dass dieser in Amsterdam mit von seiner Großmutter geliehenem Geld Heroin für die davon abhängige Sigrid Vorholz besorgt hat. Er tat dies im Auftrag des Dealers Erich Drigalski, dem er die Drogen in einem Café zu übergeben beabsichtigt. Im Vorfeld dessen wird er jedoch von der Kriminalpolizei festgenommen. Dr. Renz übernimmt unentgeltlich seine Verteidigung.
Josef Matula sucht die Kneipe Zwielicht auf, in der Jörg Schreber seinen Auftraggeber erstmals getroffen hatte. Er beobachtet dort einen Streit zwischen Sigrid Vorholz und Erich Drigalski. Von ehemaligen Kollegen bei der Polizei erfährt er, dass dieser bereits erkennungsdienstlich behandelt worden war. Offen bleibt jedoch die Frage, wie die Polizei auf den bislang unbescholtenen Jörg Schreber aufmerksam geworden war. Matula sucht Sigrid Vorholz auf und teilt ihr mit, dass dieser sich in Untersuchungshaft befindet.
Dr. Renz erfährt von Jörg Schreber, dass dieser die Tätigkeit als Drogenkurier übernommen habe, da er sich in Sigrid Vorholz verliebt und diese ihm vorgegaukelt habe, dass sie angeblich nur durch eine kontrollierte Reduzierung ihres Drogenkonsums nach und nach davon loskommen könne.
Es stellt sich heraus, dass es sich bei Erich Drigalski um einen V-Mann der Polizei handelt. Nichtsdestotrotz möchte Dr. Renz diesen als Zeugen vernehmen, was schließlich auf anonyme Art und Weise erfolgt. Renz vermutet, dass Drigalski Jörg Schreber an die Polizei verraten habe, um für sich selbst ein geringeres Strafmaß zu erzielen. Da Sigrid Vorholz nun für Drigalski eine Gefahr darstellt, weil sie dessen Plan durchschaut, suchen Renz und Matula sie gemeinsam mit der Polizei in ihrer Wohnung auf und können knapp verhindern, dass Drigalski sie mit einer Überdosis Heroin ermordet.
Erich Drigalski wird festgenommen und Jörg Schreber zumindest temporär aus der Haft entlassen. Dr. Renz sichert zu, dass er Schreber im anstehenden Strafverfahren vertreten und versuchen werde, dessen wohlwollende Absichten argumentativ einzusetzen.

## Hintergrund
Die Episode wurde überwiegend im Rhein-Main-Gebiet gedreht.
Die Kulisse der Kanzlei von Dr. Renz befand sich im Hotel InterContinental Frankfurt. Die Sequenz des einfahrenden Zuges wurde in der Bahnsteighalle des Frankfurter Hauptbahnhofs aufgenommen. Innenaufnahmen wurden unter anderem im Treppenhaus des damaligen Polizeipräsidiums gedreht. In einer Szene spazieren Matula und Dr. Renz über den Opernplatz.
Die Außenaufnahmen des Gefängnisses zeigen die Justizvollzugsanstalt Wiesbaden in Dotzheim.
Dr. Renz fährt erstmals anstatt des Mercedes-Benz /8, bei dem es sich um das damalige Privatfahrzeug des Schauspielers Günter Strack gehandelt hatte, einen Opel Senator in ähnlicher goldfarbener Lackierung. Es handelt sich dabei in dieser Folge zum einzigen Mal um ein Exemplar der  Baureihe A1.